# Hördt
Hördt è un comune di 2.410 abitanti della Renania-Palatinato, in Germania.
Appartiene al circondario (Landkreis) di Germersheim (targa GER) ed è parte della comunità amministrativa (Verbandsgemeinde) di Rülzheim.